# Ustilago triodiae
Ustilago triodiae är en svampart som beskrevs av Vánky 1997. Ustilago triodiae ingår i släktet Ustilago och familjen Ustilaginaceae.   Inga underarter finns listade i Catalogue of Life.